# Henry (film)
Henry è un film del 2010 diretto da Alessandro Piva, liberamente tratto dall'omonimo romanzo di Giovanni Mastrangelo, edito da Einaudi nel 2006.

## Trama
Roma. Una insegnante di aerobica frequenta poche persone, per di più quelle sbagliate: il fidanzato tossico e infantile, un cinico ex fotografo, una banda di malavitosi meridionali e una gang di africani impegnati a conquistare il mercato dell'eroina. Un duplice omicidio e due poliziotti ad indagare: i due risalgono la corrente di una città che parla in varie lingue lo stesso umorismo nero.

## Distribuzione
Il film è stato presentato in anteprima al Torino Film Festival del 2010, dove ha conseguito il Premio del Pubblico. Nelle sale cinematografiche è uscito il 2 marzo 2012.

## Riconoscimenti
- 28ª Torino Film Festival 
  - Premio del pubblico per il miglior film